# Jurij Valentyinovics Knorozov
Jurij Valentyinovics Knorozov (Harkov, 1922. november 19. – Szentpétervár, 1999. március 31.), oroszul: Юрий Валентинович Кнорозов, szovjet-orosz nyelvész és etnográfus, majakutató, döntő szerepet játszott a maja írás megfejtésében.

## Élete
Egy kis faluban született Harkov, az Ukrán Szovjet Szocialista Köztársaság akkori fővárosa közelében. Szülei orosz értelmiségiek voltak.
Iskolai tanulmányai során nehezen kezelhető, excentrikus diák volt, többször fenyegette a kicsapás veszélye. Egyes tárgyakban azonban kimutatkozott rendkívüli tehetsége. Jól hegedült, romantikus verseket írt és szépen, pontosan rajzolt.
1940-ben, 17 éves korában Moszkvába utazott, ahol megkezdte tanulmányait a Moszkvai Állami Egyetem előző évben indított etnológiai szakán, ahol az egyiptológiára szakosodott. Tanulmányait azonban hamarosan megszakította a második világháború, amelyben 1943–1945 között a tüzérségnél szolgált.
1945 májusában a lerombolt Berlinben a Porosz Állami Könyvtár épületéből elhozott egy ritka könyvet, ami az akkor ismert mindhárom maja kódex másolatát tartalmazta. Ezt magával vitte Moszkvába, ahol a kötet későbbi maja tanulmányainak alapjául szolgált.
A háború után Knorozov folytatta egyetemi tanulmányait, az egyiptológia mellett tanulmányozta a sinológiát, a középkori japán és arab irodalmat is. Különösen érdeklődött a régi írásrendszerek, az egyiptomi hieroglifák iránt.
Még egyetemi hallgatóként munkát kapott a Szovjetunió Tudományos Akadémiájának Mikluho-Makláj 19. századi orosz néprajztudósról elnevezett néprajzi és antropológiai intézetében. Tanulmányai keretében hosszabb tudományos kutató utakat tett az akkori szovjet Közép-Ázsia területein.

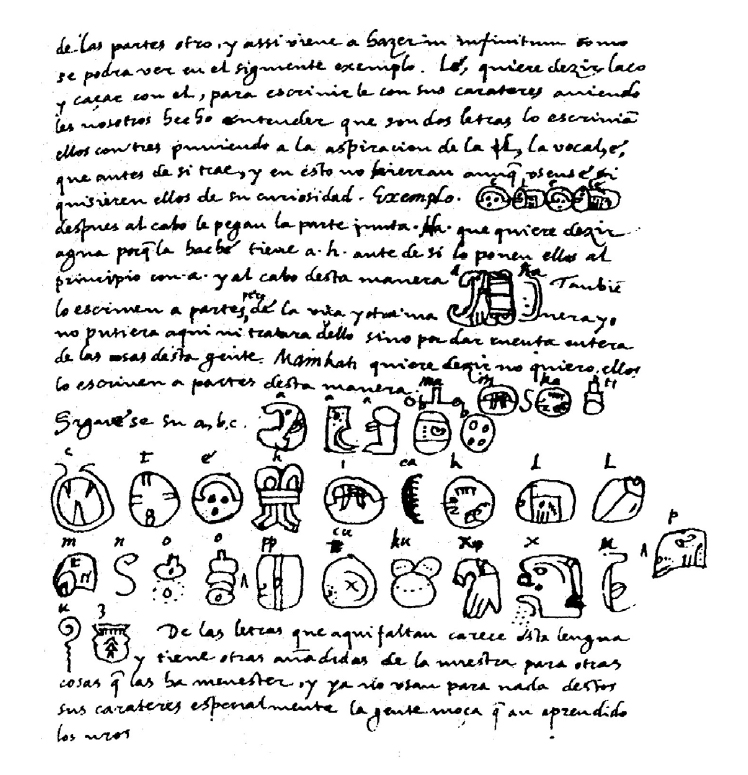
Lap Diego de Landa könyvéből Relación de las Cosas de Yucatán (1853, Brasseur de Bourbourg kiadása)

## Maja kutatásai
1947-ben egyetemi disszertációját Diego de Landa 16. századi spanyol püspök maja ábécéjéről írta. A püspök, aki annak idején minden számára elérhető maja kódexet megsemmisíttetett, hangzás alapján megpróbált összeállítani egy maja ábécét, amikor Madridban bíróság elé állították. A munka azonban nem vitt közelebb a maja írás megfejtéséhez.
1952-ben  Knorozov kiadott egy később döntő fordulatnak bizonyuló tanulmányt az ősi közép-amerikai írásokról. Ennek fő mondanivalója az volt, hogy az egyiptomi hieroglifákhoz és a mezopotámiai ékíráshoz hasonlóan a maja írás is tartalmaz fonetikus jeleket. Ebben az időben a nemzetközi majakutatás vezető alakja J. Eric S. Thompson volt, aki szerint a maja írás kizárólag képírás, csak ideografikus jeleket tartalmaz. (Korábban Benjamin Lee Whorf is javasolta a maja hierogflifák hasonló feloldását, de elmélete sok más nyilvánvaló hibát is tartalmazott és ezért feledésbe merült.)
Knorozov fő felismerése az volt, hogy Diego de Landa ábécéje nem betűket, hanem szótagokat tartalmaz. Amikor ugyanis a püspök maja segítőjével például azonosíttatni akarta a „b” betűt, akkor azt kiejtve „bé”-nek mondta, ezért a maja tolmács a „bé” szótag jelét adta meg. Ez a felismerés a maja írás megfejtésének Rosette-i kövének bizonyult. Másik fontos felfedezése az volt, hogy a három hangból (mássalhangzó-magánhangzó-mássalhangzó) álló maja szavakat vagy szótagokat ugyan két olyan hieroglifa jelöli, amelyek önmagukban egy mássalhangzót és egy magánhangzót jelölnek, azonban a második hieroglifa esetében a záró magánhangzót nem kell kiejteni.
Az ismeretlen fiatal szovjet tudós írása Nyugaton alig váltott ki visszhangot, illetve később gúnyolódás célpontjává vált. A hidegháború légkörében J. Eric S. Thompson vezetésével lejárató kampány indult ellene, marxista-leninista maszlagnak állították be szövegét. Tény, hogy megjelent írása elé a szerkesztő a kor szovjet szokásainak megfelelően ideologikus bevezetőt írt, de Knorozov maga érvelésében sehol nem használt ilyen hivatkozásokat. Az is biztos, hogy a fiatal tudós számára az adott légkörben a nyugati támadások sokkal kedvezőbbek voltak, mintha dicsérték volna.
Knorozov folytatta munkáját a maja szövegek megfejtésére. 1963-ban egy monográfiát publikált a maja indiánok írásáról, majd 1975-ben hosszabb fordításokat adott közre a maja kódexekből.
Az 1950-es évek során külföldön is kezdték elismerni munkásságát. A terepen folytatott munkálatok során bebizonyosodott, hogy a maja feliratok történelmi vonatkozású információt is hordoznak, nem csak naptári és csillagászati jellegű feljegyzések. Ennek a munkának az úttörője az orosz születésű amerikai tudós, Tatiana Proskouriakoff volt, addig az egyetlen nő a jelentős majakutatók körében. Rajta kívül Michael D. Coe és David Kelley majakutatók is fokozatosan magukévá tették Knorozov elméletét, ami idővel általánosan elfogadottá vált. Jelentős áttörést jelentett a Palenque maja lelőhelyen megrendezett 1973-as konferencia, ahol többek között Knorozov megközelítése segítségével újabb hosszabb szövegek megfejtése sikerült. Mára a maja szövegek 90%-a jól értelmezhető.
Knorozov 1956-ban utazhatott először és a szovjet korszakban utoljára külföldre, amikor Koppenhágában részt vett a Közép-Amerikával foglalkozó tudósok nemzetközi tanácskozásán. Tekintélye növekedtével a nyugati tudósok keresték fel őt az akkori Leningrádban. Először 1990-ben, a rendszerváltás idején látogathatott Közép-Amerikába, amikor maja emlékhelyeket, köztük Tikalt, keresett fel Mexikóban és Guatemalában. A guatemalai elnök kitüntette őt, de hamarosan fenyegetéseket kapott a maja őslakossággal szembenálló jobboldali csoportok részéről, ezért el kellett hagynia az országot.
1994-ben a külföldiek számára adományozható legmagasabb mexikói kitüntetést, az Azték Sas Rendjét vehette át Mexikó moszkvai nagykövetségén.
Knorozov maja kutatásain kívül foglalkozott régészettel, nyelvtudományokkal, az ősi amerikai népek migrációjával is.
1999 márciusában tüdőgyulladásban hunyt el közvetlen azt megelőzően, hogy megkapta volna a Harvard Egyetem Proskouriakoff-díját a maja írás kutatása terén elért eredményeiért.

## Publikációinak listája
Nem teljes lista. A felsorolt művek egy része újraszerkesztett vagy fordításban megjelent változat.

### Maja vonatkozásúak
Előadások
- (1955) „A brief summary of the studies of the ancient Maya hieroglyphic writing in the Soviet Union”. Reports of the Soviet Delegations at the 10th International Congress of Historical Science in Rome, (Authorized English translation), Moscow: Akademiya Nauk SSSR.
- (1956) „Kratkie itogi izucheniya drevney pis'mennosti Mayya v Sovetskom Soyuze”. Proceedings of the International Congress of Historical Sciences (Rome, 1955): 343–364.
- (1958) „New data on the Maya written language”. Proc. 32nd International Congress of Americanists, (Copenhagen, 1956): 467–475.
- (1959) „La lengua de los textos jeroglificos mayas”. Proceedings of the International Congress of Americanists (33rd session, San José, 1958): 573–579.
- (1970) „Le Panthéon des anciens Maya”. Proceedings of the International Congress of Anthropological and Ethnological Sciences (7th session, Moscow, 1964).: 126–232.

Folyóirat-cikkek
- (1952) „Drevnyaya pis’mennost’ Tsentral’noy Ameriki. (Ancient Writings of Central America)”. Sovetskaya Etnografiya 3 (2), 100–118. o.
- (1955) „Pis'mennost' drevnih mayya. (Written Language of the Ancient Maya)”. Sovetskaya Etnografiya 1, 94–125. o.
- (1956) „New data on the Maya written language”. Journal de la Société des Américanistes de Paris 45, 209–217. o.
- (1958) „Estudio de los jeroglíficos mayas en la U.R.S.S. (The Study of Maya hieroglyphics in the USSR)”. Khana, Revista municipal de artes y letras (La Paz, Bolivia) 2 (17-18), 183–189. o.
- (1958) „The problem of the study of the Maya hieroglyphic writing”. American Antiquity 23 (3), 248–291. o.
- (1962) „Problem of deciphering Mayan writing”. Diogènes (Montreal) 40, 122–128. o.
- (1963) „Machine decipherment of Maya script”. Soviet Anthropology and Archeology 1 (3), 43–50. o.
- (1963) „Aplicación de las matematicas al estudio lingüistico (Application of mathematics to linguistic studies)”. Estudios de Cultura Maya (Mexico City) 3, 169–185. o.
- (1965) „Principios para descifrar los escritos mayas. (Principles for deciphering Maya writing)”. Estudios de Cultura Maya (Mexico City) 5, 153–188. o.
- (1968) „Investigación formal de los textos jeroglíficos mayas. (Formal investigations of Maya hieroglyphic texts)”. Estudios de Cultura Maya (Mexico City) 7, 153–188. o.
- (1973) „Zametki o kalendare Mayya: 365-dnevnyy god”. Sovetskaya Etnografiya 1, 70–80. o.
- (1974) „Notas sobre el calendario maya; el monumento E de Tres Zapotes”. América Latina; estudios de científicos soviéticos 3, 125–140. o.
- (1986) „Acerca de las relaciones precolombinas entre América y el Viejo Mundo”. América Latina; estudios de científicos soviéticos 1, 84–98. o.

Könyvek
- La antigua escritura de los pueblos de America Central. Mexico City: Fondo de Cultura Popular (1954)
- Sistema Pis'ma Drevnih Mayya. Moscow: Institut Etnografii, Akademiya Nauk SSSR (1955)
- Diego de Landa: Soobshchenie o delah v Yukatane, 1566. Moscow: Akademiya Nauk SSSR (1956) (Knorozov's doctoral dissertation)
- Pis'mennost' Indeytsev Mayya. Moscow-Leningrad: Institut Etnografii, Akademiya Nauk SSSR (1963)
- szerk.: Tatiana Proskouriakoff (Ed.): The Writing of the Maya Indians, Russian Translation Series 4, Sophie Coe (trans.), Cambridge MA.: Peabody Museum of Archaeology and Ethnology (1967)
- Ieroglificheskie Rukopisi Mayya. Leningrad: Institut Etnografii, Akademiya Nauk SSSR (1975)
- Maya Hieroglyphic Codices, Sophie Coe (trans.), Albany NY.: Institute for Mesoamerican Studies (1982)
- Comendio Xcaret de la escritura jeroglifica maya descifrada por Yuri V. Knorosov, Promotora Xcaret. Mexico City: Universidad de Quintana Roo (1999)
- szerk.: Stephen Houston, Oswaldo Chinchilla Mazariegos and David Stuart, eds: New data on the Maya written language, The Decipherment of Ancient Maya Writing. Norman OK.: University of Oklahoma Press, 144–152. o. (2001)

### Egyéb témák
- (1957) „Preliminary Report on the Study of the Written Language of Easter Island”. Journal of the Polynesian Society 66 (1), 5–17. o. (on the Rongorongo script, with N.A. Butinov)
- szerk.: Yuri Knorozov (ed.): Predvaritel’noe soobshchenie ob issledovanii protoindiyskih tekstov. Moscow: Institut Etnografii, Akademiya Nauk SSSR (1965) (Collated results of a research team under Knorozov investigating the Harappan script, with the use of computers)
- (1981) „Protoindiyskie nadpisi (k probleme deshifrovki)”. Sovetskaya Etnografiya 5 (2), 47–71. o. (on the Harappan script of the Indus Valley civilization)